# Pohjanmaa
Pohjanmaa és una pel·lícula dirigida per Pekka Parikka del 1988. Es basa en la novel·la del mateix nom escrita per Antti Tuuri el 1982. L'estrena de la pel·lícula va ser el 26 de febrer de 1988.
Pohjanmaa és la primera pel·lícula completada, però cronològicament la segona pel·lícula de l'anomenada saga Hakala. Talvisota on els fills de Martti Hakala són els personatges principals. Fou exhibida a la secció Zabaltegi-Nous realitzadors al Festival Internacional de Cinema de Sant Sebastià 1990.
La pel·lícula va guanyar tres premis Jussi, dels quals Parikka va rebre un per la seva direcció. També va rebre el Premi de Premsa del Festival de Rouen 1989, dotat amb 100.000 francs, i el 1r Premi (Premi ACOR) de l'Associació de Cinematògrafs Francesos, dotat amb 10.000 francs.

## Argument
Els esdeveniments tenen lloc un diumenge calorós a Kauhava. La família Hakala s'ha reunit per compartir el llegat del seu avi que es va traslladar a Amèrica fa dècades i hi va morir. Però entre les pertinences no hi ha res més valuós que unes peces de roba i un rellotge de butxaca trencat.
Un dels germans Hakaloid, en Veiko (Esko Salminen), té problemes sense resoldre amb el seu antic soci comercial Ketola (Paavo Pentikäinen). Havien estat propietaris conjuntament d'una empresa de catifes, i Ketola havia traït a Veikko en relació amb la fallida. Al matí, Veikko va amb l'Erki (Taneli Mäkelä) a amenaçar Ketola a casa seva, la situació es calma amb l'agent de la policia local Lammi (Kalevi Haapoja), conegut per els hakaloid, i Matero (Vesa Vierikko), que ha arribat recentment a la zona. A la hisenda Hakalaide viu un "isumummu" (Alli Häjänen), la memòria ja tremolosa del qual confon Erki amb el seu fill Martti, i al mateix temps l'isumummu, que es nega a enterrar l'arma, revela a Erki on Martti ha enterrat una Suomi KP/-31. L'Erkki troba una pistola i la prova, la troba funcionant i l'amaga en un teixit de catifes.
El cap de policia (Aarno Sulkanen) va a posar-se en contacte amb Veikko i li pregunta sobre l'informe que van fer els vilatans sobre disparar amb una pistola. Els germans van a nedar a Lummukka i insten a Erkki a mantenir Veiko lluny del paisatge a  crits. A les graveres de Lummuka, els germans neden, beuen cervesa i disparen amb una metralladora. També apareix un vell professor (Kalevi Kahra), que reconeix el so d'una pistola familiar de l'època de la guerra, i a la seva cabana al llac Lappajärvi narra les seves experiències a la guerra.
Paral·lelament, la intimidació de la Ketola ha acabat infeliçment per part de Lapua: Ketola ha tret un ganivet de la butxaca, i li clava a Marku a l'ull. Els fills de Paavo i la Ketola s'han posat a la  canonada. Després de sortir de la cabana del professor, Erkki s'assabenta del que va passar i la policia recull la resta dels germans de Lappajärvi. La policia intenta interrogar els germans molt borratxos, però l'assumpte no avança gaire. Markku es troba a Seinäjoki a la unitat de cures intensives i finalment perd l'altre ull. Més tard, Veikko es troba apagat i finalment mor d'un atac de cor a la canonada.

## Repartiment
- Taneli Mäkelä - Erkki
- Esko Salminen - Veikko
- Esko Nikkari - Paavo
- Vesa Mäkelä - Seppo
- Heikki Paavilainen - Markku
- Kirsti Ortola - Mare
- Eeva Eloranta - Saara
- Rea Mauranen - Helena
- Miitta Sorvali - Riitta
- Sari Mällinen - Taina
- Tarja Keinänen - Laina
- Kalevi Kahra - professor
- Alli Häjänen - àvia
- Konsta Mäkelä - Antero
- Mikko Kouki - Raimo
- Paavo Pentikäinen - Ketola